# Il fauno di marmo (romanzo)
Il Fauno di marmo (titolo orig. completo The Marble Faun: Or, The Romance of Monte Beni, uscito nel Regno Unito come Transformation) è un romanzo dello scrittore americano Nathaniel Hawthorne, l'ultimo dei quattro romance grandi usciti durante la vita dall'autore, pubblicato nel 1860. Scritto alla vigilia della Guerra Civile Americana, è ambientato in un'Italia fantastica. Il romanzo mescola elementi di favola, pastorale, romanzo gotico e guida turistica.

## Trama
Questa storia d'amore è incentrata su quattro personaggi principali: Miriam, Hilda, Kenyon e Donatello.
Donatello, ultimo rampollo di una nobile famiglia italiana di antichissime origini, è amico di un gruppo di artisti stranieri che vivono a Roma. Questi sono Hilda e Kenyon, una pittrice e uno scultore entrambi americani, e Miriam, anch'essa pittrice, la cui vera identità è avvolta in un alone di mistero. Donatello è innamorato di Miriam, e Kenyon prova lo stesso sentimento per Hilda, la quale tuttavia sembra non volerlo ricambiare. Il giovane italiano è incredibilmente somigliante al Fauno di Prassitele, tanto che i suoi amici credono che egli sia in realtà un discendente di quell'antica razza di creature mitologiche. I suoi atteggiamenti, improntati a un'arcadica semplicità che lo fa vivere lontano dalle preoccupazioni del mondo, potrebbero essere un retaggio della leggendaria Età dell'oro e lo stesso Donatello pare esserne pienamente consapevole. 
Durante una visita alle catacombe romane i quattro amici incontrano uno sconosciuto che da quel momento comincia a seguire Miriam dappertutto. Donatello diviene selvaggiamente geloso, anche se diversi indizi lasciano intendere che quell'uomo ha avuto una parte molto importante nel passato di Miriam. Dopo quell'incontro fortuito la vita dei quattro personaggi cambierà radicalmente e il destino li farà passare attraverso una fitta rete di misteri ponendoli dinnanzi a una serie di prove che li trasformerà profondamente.

## Genesi del romanzo e prime edizioni
Il 22 aprile 1858 Hawthorne annota nel suo Diario alcune osservazioni sulla statua del Satiro in riposo di Prassitele, da lui ammirata nella galleria delle sculture del Campidoglio, in Roma. La scultura, studiata una seconda volta da Hawthorne il successivo 30 aprile, gli ispira la trama di un nuovo romanzo che verrà iniziato a Firenze nello stesso anno. 
Il libro diverrà anche un dettagliato resoconto, in chiave narrativa, del lungo soggiorno italiano dello scrittore, che visse in Italia per circa due anni dal 1858 al 1859.
La prima edizione del romanzo esce in Inghilterra nel febbraio del 1860 col titolo di Transformation. Negli Stati Uniti d'America il libro viene pubblicato nel marzo del 1860 col titolo definitivo di The Marble Faun.

## IlPoscrittodell'autore
Nella prima ristampa inglese, uscita nel marzo del 1860, Hawthorne inserisce una sorta di capitolo conclusivo con il quale intende chiarire alcuni punti del romanzo che, secondo le prime recensioni, risultano troppo oscuri. Nelle righe introduttive del poscritto lo scrittore asserisce di essersi risolto a scriverlo con riluttanza, in quanto ritiene che "la storia e i personaggi dovevano avere, ovviamente, un certo legame con la natura e la vita umana, pur restando sottilmente e lievemente distaccati dalla nostra sfera mondana (...)". Questa giustificazione, che si può dire definisca il significato di tutta la narrativa di Hawthorne, ne sottolinea altresì quel carattere sfuggente e sognante che dovette apparire incomprensibile a molti suoi contemporanei. Lo capì invece perfettamente Howard Phillips Lovecraft, il quale nel suo saggio sulla letteratura fantastica scrisse, a proposito del Fauno di marmo, che "vi palpita un poderoso sfondo di pura fantasia e mistero al di là della portata del comune lettore (...)".

## Edizioni italiane
- Il fauno di marmo, trad. di Vincenzo Golzio, Roma, Fratelli Palombi, 1940.
- Il fauno di marmo, Introduzione, trad. e note di Marcella Bonsanti, in: Romanzi, vol. II, Firenze, Sansoni, 1959-1990.
- Il fauno di marmo, o Il romanzo dei Monte Beni, trad. di Giorgio Spina, Collana BUR nn.1726-1720, Milano, Rizzoli, 1961; Introduzione di Attilio Brilli, Collana Classici della BUR, Milano, Rizzoli, 1998, ISBN 978-88-171-7203-5.
- Il Fauno di marmo, trad. di Marcello Staglieno, in: I Capolavori, a cura di Claudio Gorlier, Collezione I Capolavori n.8, Milano, Mursia, ottobre 1968.
- Il Fauno di marmo, trad., note e apparati di Fiorenzo Fantaccini, Introduzione e cura di Agostino Lombardo, Collana Classici, Giunti, Firenze, 1994, ISBN 978-88-090-3391-7.

## Versioni cinematografiche e televisive
- Die Verwandlung, regia di Karlheinz Martin (1920)
- Il fauno di marmo, regia di Mario Bonnard (1920)
- Il fauno di marmo, regia di Silverio Blasi - sceneggiato televisivo (1977)